# Izvoarele (gmina w okręgu Prahova)
Izvoarele – gmina w Rumunii, w okręgu Prahova. Obejmuje miejscowości Cernești, Chirițești, Homorâciu, Izvoarele, Malu Vânăt i Schiulești. W 2011 roku liczyła 6577 mieszkańców.